# Bad Berka
Bad Berka är en stad i Landkreis Weimarer Land i förbundslandet Thüringen i Tyskland.